# Baco Moru Uatara
Baco Moru (em francês: Baco/Bako Morou) foi um nobre africano mandinga do século XIX, fagama do Reino de Guirico entre 1839 e 1851. Era filho de Magã Ulé Uatara (r. 1749–1809) e irmão de Diori Uatara (r. 1809–1839).

## Vida
Baco assume o poder após Diori (r. 1809–1839). Foi capaz de momentaneamente interromper o declínio de Guirico iniciado no reinado anterior através de sua aliança com os tiefos e bobôs-diúlas para esmagar as forças do Reino de Quenedugu em Uleni, onde o futuro rei Tiebá Traoré (r. 1866–1893) foi capturado e vendido como escravo. Foi sucedido por Laganfielá Moru.